# Obres per a violí i piano de Schubert
Les obres per a violí i piano representen una part rellevant de la producció musical de Franz Schubert. Entre març de 1816 i l'agost de 1817, Schubert va compondre quatre sonates per a violí. Totes quatre obres foren publicades després de la mort del compositor: les primeres tres (D 384, 385 i 408), aparegueren com a "Sonatines" l'any 1836 (Op. posth. 137), i la darrera, la Sonata per a violí, D 574, com a Duo, el 1851 (Op. posth. 162). Schubert va compondre dues més peces per violí i piano: l'octubre de 1826, un Rondó, D 895, publicat en vida del compositor (Op. 70), i una Fantasia, D 934, el desembre de 1827 que s'estrenà el gener de 1828, mesos abans de morir.
Les obres per a violí de 1816–1817 respiren una atmosfera íntima i no requereixen cap mena de virtuosisme per part dels intèrprets. Les dues obres més tardanes (1826–1827), les va compondre per al violinista bohemi Josef Slavík, i són més exigents –també pel pianista– i tenen un caràcter més extravertit.

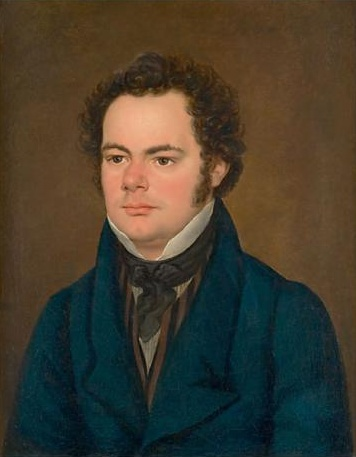
Franz Schubert en 1827 (retrat del pintor Anton Depauly de 1828).

## Sonates (1816–1817)
| Sonates de 1816–1817, interpretades per Dénes Zsigmondy (violí) i Anneliese Nissen (piano) | Sonates de 1816–1817, interpretades per Dénes Zsigmondy (violí) i Anneliese Nissen (piano) |
| ------------------------------------------------------------------------------------------ | ------------------------------------------------------------------------------------------ |
| D 384: Sonat(in)a en re major, Op. 137 No. 1                                               |                                                                                            |
|                                                                                            |                                                                                            |
|                                                                                            |                                                                                            |
|                                                                                            |                                                                                            |
| D 385: Sonat(in)a en la menor, Op. 137 No. 2                                               |                                                                                            |
|                                                                                            |                                                                                            |
|                                                                                            |                                                                                            |
|                                                                                            |                                                                                            |
| D 408: Sonat(in)a en sol menor, Op. 137 No. 3                                              |                                                                                            |
|                                                                                            |                                                                                            |
|                                                                                            |                                                                                            |
|                                                                                            |                                                                                            |
| D 574: Sonata (Duo) en la major                                                            |                                                                                            |
|                                                                                            |                                                                                            |
|                                                                                            |                                                                                            |
|                                                                                            |                                                                                            |

Schubert era un bon violinista i quan als 19 anys va començar a escriure sonates per a violí ja havia compost bastantes obres per al instrument com, per exemple, una dotzena de quartets de corda.

### Sonatines Op. 137
En els autògrafs de Schubert, les composicions per a violí i piano D 384, 385 i 408 són anomenades "sonata". Però l'editor que les publicà el 1836 pòstumament com a Op. 137, les anomenà sonatines. Són obres d'una mida modesta, si tenim el referent de les sonates de violí de Mozart o, encara més, les de Beethoven. I el diminutiu "Sonatina" ha quedat incorporat al seu títol.

#### Núm. 1 en re major, D 384
Schubert va anotar "März 1816" (març de 1816) en la partitura autògrafa de la seva Sonata per violí i piano en re major (D 384). The sonata has three movements:
1. Allegro molto
2. Andante
3. Allegro vivace

#### Núm. 2 en la menor, D 385
En l'autògraf apareix amb el títol de "Sonata II" i amb data del mes de març de 1816. La Sonata per violí i piano en la menor (D 385) té quatre moviments:
1. Allegro moderato
2. Andante
3. Menuetto: Allegro
4. Allegro

#### Núm. 3 en sol menor, D 408
Abril de 1816 és la data que Schubert anotà en l'autògraf de la Sonata per violí i piano en sol menor (D 408), i que va titular "Sonata III". La sonata consta de quatre moviments:
1. Allegro giusto
2. Andante
3. Menuetto
4. Allegro moderato

### "Grand Duo" en la major, D 574
No existeix l'autògraf de la Sonata per violí i piano en la major, D 574, però hi ha una còpia primerenca del manuscrit que denomina l'obra com a Sonate, i indica quan es va compondre durant l'agost de 1817. Va ser anomenada "Grand Duo" quan fou publicada com a Op. 162 l'any 1851.
Consta de quatre moviments:
1. Allegro moderato
2. Scherzo: Presto
3. Andantino
4. Allegro vivace

## Rondó (1826) - Fantasia (1827)
| Interpretada per Dénes Zsigmondy (violí) i Anneliese Nissen (piano) | Interpretada per Dénes Zsigmondy (violí) i Anneliese Nissen (piano) |
| ------------------------------------------------------------------- | ------------------------------------------------------------------- |
| D 895: Rondo brillant in B minor                                    |                                                                     |
|                                                                     |                                                                     |
|                                                                     |                                                                     |
|                                                                     |                                                                     |
| D 934: Fantasy in C major                                           |                                                                     |
|                                                                     |                                                                     |
|                                                                     |                                                                     |
|                                                                     |                                                                     |

Totes dues obres –Rondó en si menor (D 895) i Fantasia en do major (D 934)– sembla que foren compostes per al violinista txec Josef Slavík i el pianista Carl Maria von Bocklet; van ser interpretades abans de la mort de Schubert el novembre de 1828.

### Rondeau brillant, D 895
En l'autògraf de l'obra D 895, amb data d'octubre de 1826, Schubert va posar la denominació "Rondó". Va ser publicat l'abril de 1827 inicial seguit d'un Allegro en la forma de rondó-sonata.

### Fantasia en do major, D 934
La Fantasia en do major, D 934, fou composta durant el mes de desembre de 1827 i publicada molt més tard, el 1850, com a op. 159. El nom de Fantaisie, ja apareix en l'autògraf de Schubert i també es manté en l'edició publicada. L'obra té una estructura d'un moviment amb diverses seccions:
1. Andante molto
2. Allegretto
3. Andantino
Aquesta secció consisteix en quatre variacions en una variant de lied de Schubert "Sei mir gegrüßt", D. 741.
4. Allegro vivace

## Difusió

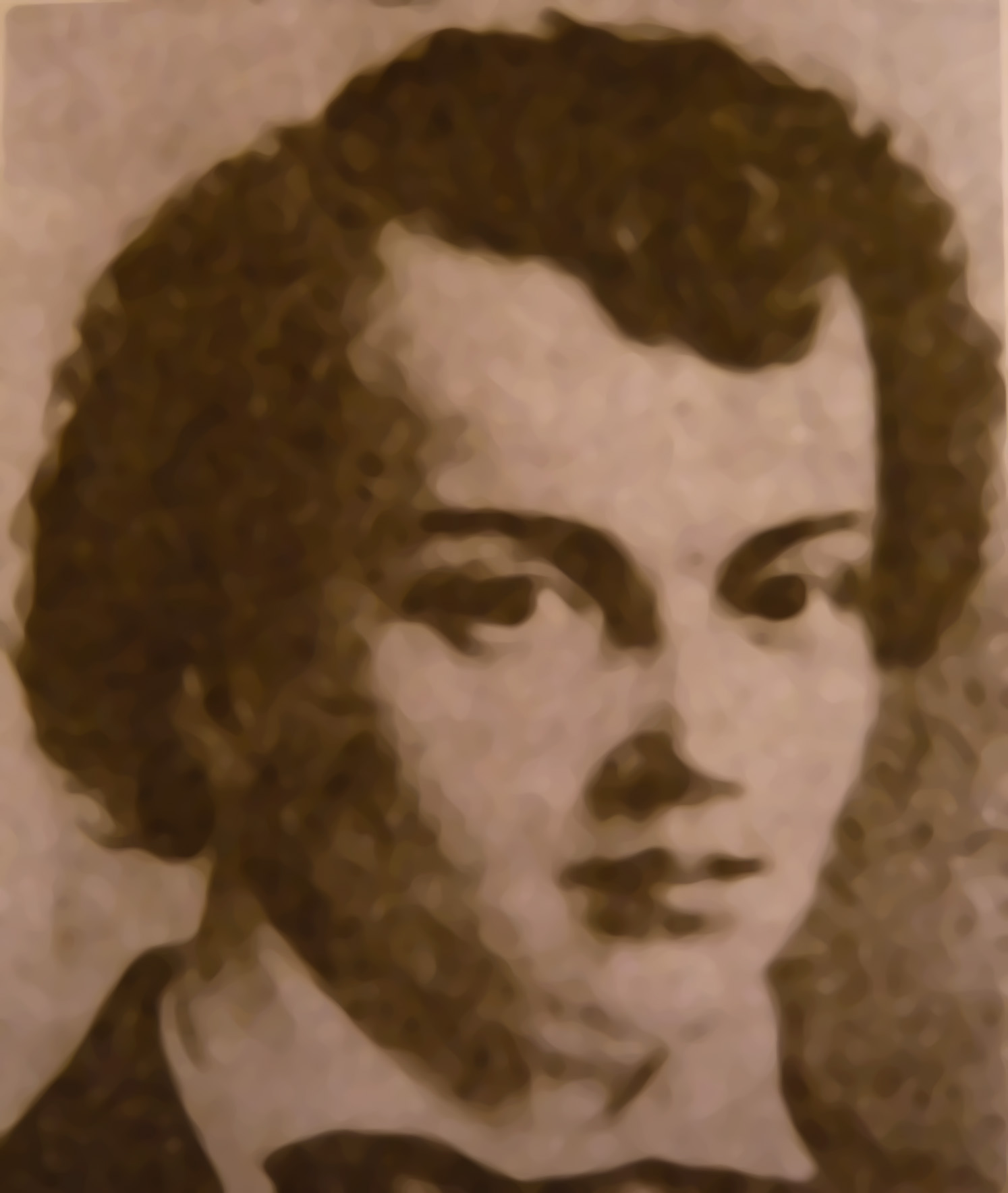
Josef Slavík, el violinista que estrenà tant el Rondó D 895 com la Fantasia D 934.

### Interpretacions públiques
El Rondó en si menor, D 895, va ser interpretat per Josef Slavík i Carl Maria von Bocklet d'acord amb l'editor de música Domenico Artaria i en presència de Schubert, probablement a inicis de 1827. At the time, the work was well-received. L'obra fou ben rebuda. Segons una nota escrita de Joseph Joachim de l'octubre de 1857, ell l'havia interpretat acompanyat per Marie Wieck, una germana de Clara Schumann.
Interpretacions públiques documentades durant el segle xix inclouen:
- 20 de gener de 1828: Fantasia, D 934, estrenada per Josef Slavík i Carl Maria von Bocklet en el Landhaussaal de Viena.[11] Un crític contemporani la va menystenir per la seva longitud.[3]
- 21 d'octubre de 1862 i 2 de desembre de 1867: el Rondó Brillant,Op. 70, en el Gewandhaus (Leipzig). Amb la part de piano orquestrada per Ferdinand David, aquesta peça va ser interpretada en el mateix local la diada de Cap d'any de 1872.[15]
- 7 de febrer de 1864: Fantasie, Op. 159, en el Gewandhaus (Leipzig).[15]
- 3 de març de 1864: primera interpretació pública de Grand Duo, Op. 162, en el Musikverein (Viena).[9]

### Edicions
A final del segle xix aparegué la Franz Schubert's Werke: Kritisch durchgesehene Gesammtausgabe, l'edició completa i crítica de les obres de Schubert, i la Sèrie VIII (1886), editada per Ignaz Brüll, comprenia les composicions per a piano i altres instruments (VIII. Pianoforte und Ein Instrument, Partitur und Stimmen). Les primeres sis peces d'aquell volum eren les obres per a violí i piano, que ja havien estat publicades amb anterioritat:
- 1827, publicació d'Artaria & Co.: Rondeau Brillant, Op. 70 (D 895)[17]
- 1836, publicació de Diabelli & Co.: Drei Sonatinen für Piano-Forte und Violine, Op. posth. 137 (D 384, 385 i 408)
- 1850, publicació de Diabelli & Co.: Fantasie, Op. posth. 159 (D 934)
- 1851, publicació de Diabelli & Co.: Sonata "Grand Duo", Op. posth. 162 (D 574)[18]

La Sèrie VI, Volum 8 de la Neue Schubert-Ausgabe, publicada el 1970, agrupava les mateixes obres de la Sèrie VIII de l'edició del S. XIX, però presentades per ordre cronològic de composició.

### Enregistraments
Enregistraments en les que hi ha totes sis composicions per a violí i piano de Schubert:
- 1955: Schubert: Complete Works for Violin & Piano. Johanna Martzy (violí) i Jean Antonietti (piano). Testament SBT2 1468 (2 CD).
- 1964: Schubert: Complete Music for Violin and Piano. György Pauk (Violí) i Peter Frankl (piano). Clàssics brillants 95115 (2 CD).[4][20]
- 1984: Schubert: Schubert: Complete Works for Violin and Piano. Gérard Poulet (violí) i Noël Lee (piano). Arion ARN 268006 (2 CD).
- 1988: Schubert: 3 Sonatinas, Op. posth. 137; Duo, Op. 162; Rondo, Op. 70; Fantaisie, Op. posth. 159. Isaac Stern (violí) i Daniel Barenboim (piano). Sony Clàssic S2K 44504 (2 CD). Re-Va emetre dins Daniel Barenboim: Un Retrospectiu (Sony Clàssic 889853936328, 43 CDs i 3 DVDs).
- 1988–1989: Schubert: Dau Kammermusik für Violine. Edith Peinemann (violí) i Leonard Hokanson (piano). Bayer BR 100067 CD (2 CD).
- 1989: Schubert: The Complete Works for Violin and Piano. Jaime Laredo (violí) i Stephanie Brown (piano). Clàssics brillants 92275 (2 CD).[2][21]
- 1990–1991: Schubert: Violin Works. Gidon Kremer (Violí), Oleg Maisenberg (piano: Op. 137; 1991) i Valery Afanassiev (piano: D 574, 895 i 934; 1990). Deutsche Grammophon 0289 469 8372 0 (4 CD).
- 2012: Schubert: Complete Works for Violin and Piano. Alina Ibraguímova (violí) i Cedric Tiberghien (piano). Hyperion CDA67911/2 (2 CD).[3]
- 2014: Schubert: Chamber Works. Tasmin Poc (violí) i Piers Lane (piano). Chandos Records CHAN 10850(2) CHAN 10850(2) (2 CD).